# Сардаял
Сардая́л (рос. Сардаял, марій. Сардаял) — присілок у складі Марі-Турецького району Марій Ел, Росія. Входить до складу Карлиганського сільського поселення.

## Населення
Населення — 519 осіб (2010; 531 у 2002).
Національний склад (станом на 2002 рік):
- марійці — 98 %